# TOKYO FANTASY (芸能事務所)
株式会社TOKYO FANTASY（トウキョウファンタジー）は、アミューズとラストラム・ミュージックエンタテインメントで設立したSEKAI NO OWARIのマネージメント会社。

## 概要
アミューズは、SEKAI NO OWARIが所属していたラストラム・ミュージックエンタテイメントとの共同出資により「両者の強みを活かした新たな事業を行う」ことを目的として、合弁会社「TOKYO FANTASY」の設立に合意。同日開催された取締役会において、連結子会社として設立することを決議した。